# Johann Christoph Schinkel

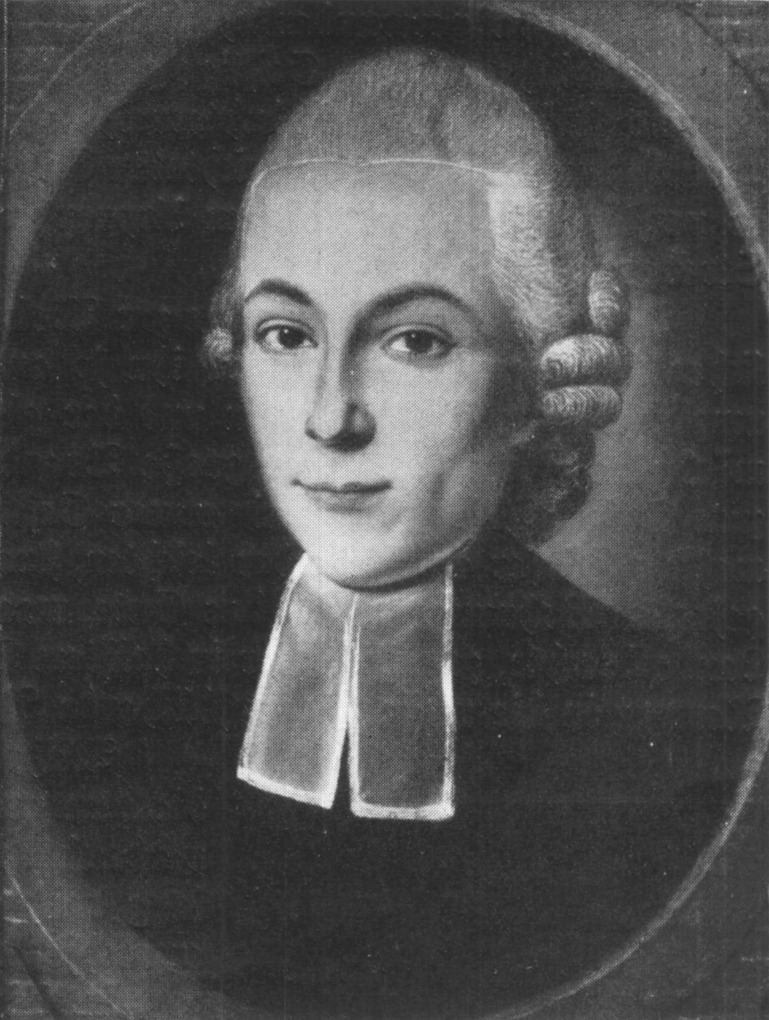
Johann Cuno Schinkel

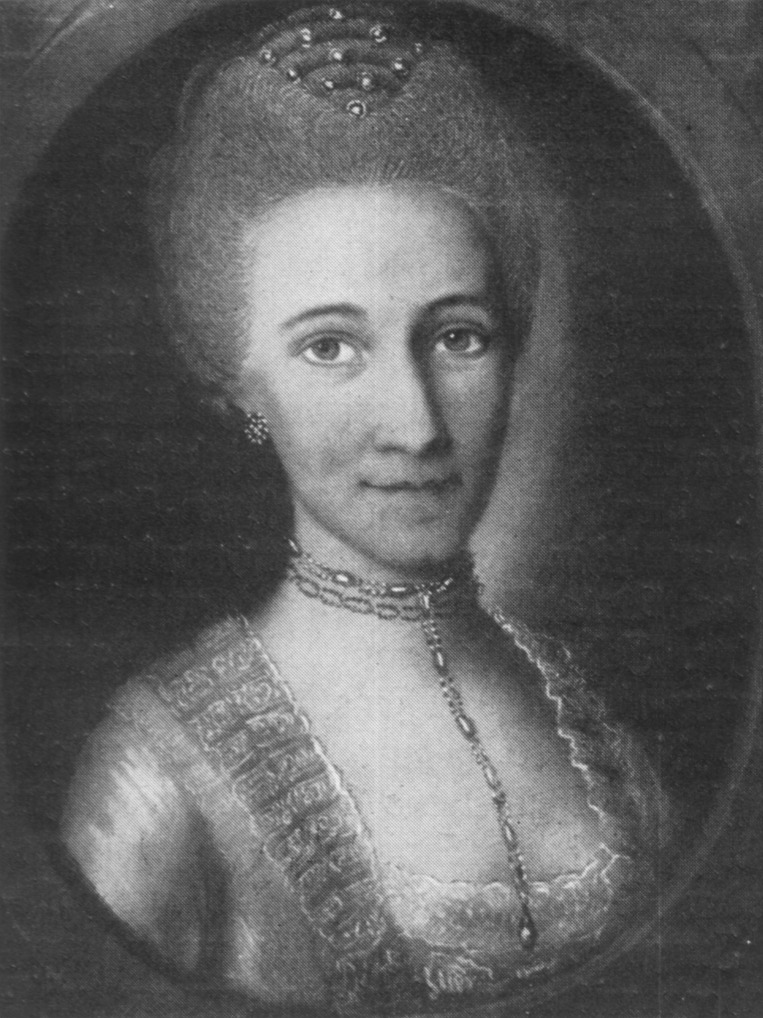
Dorothea Schinkel

Johann Cuno Christoph Schinkel (* 30. Januar 1736 in Brunne; † 25. Oktober 1787 in Neuruppin) war ein deutscher Theologe.

## Leben
Johann Christoph Schinkel wurde als Sohn des Pastors Johann Gotthilf Schinkel (1713–1787) und der Pfarrerstochter Eleonora Brandt geboren. Er studierte von 1753 bis 1756 in Halle, an der damals fortschrittlichsten Universität Preußens, Theologie und Philosophie. 1757 stellte ihn der verwitwete Generalleutnant v. Kleist in Protzen ein, als Hauslehrer und Gouverneur seines seinerzeit sechsjährigen Sohnes Gustav. 1760 begann Schinkel in Kränzlin bei Neuruppin seinen Dienst als Prediger. Schon sein Großvater Barthold Christian (1683–1757), dessen drei Brüder und sein Vater waren Prediger gewesen; die weiblichen Familienmitglieder heirateten bis auf eine Ausnahme in Predigerfamilien ein.
Am 1. Juli 1762 berief der Neuruppiner Magistrat Schinkel zum Diakon. Am 3. Adventssonntag wurde er feierlich in sein Amt eingeführt. Wie seine Neuruppiner Gleichgesinnten, darunter Daniel Noeldechen (1736–1799), der Justizrat und Direktor des städtischen Magistrats, oder die Rektoren der höchsten Schule, Philipp Julius Lieberkühn (1754–1788) und Johann Stuve (1752–1793), vertrat Schinkel die Ideen der Aufklärung. Er predigte auch „aufgeklärt“. Beispielsweise erklärte er die Perikope des Markusevangeliums von der Stillung des Seesturms (Mk 4,35–41 ) so: Jesus habe keineswegs das für die Jünger im Boot bedrohliche Unwetter auf dem See Genezareth durch ein Wunder beendet, sondern er habe an den Wolken erkannt, dass der Sturm bald vorübergezogen sein würde, und mit Hinweis darauf den Jüngern die Angst genommen.
1769 wurde Schinkel zum Archidiakon bestellt. 1786 erfolgte die Ernennung zum Inspektor für die Schulen und die Kirchen der Stadt. Er wurde zu einem sorgsamen Seelsorger, seine Zeitzeugen schätzten ihn als gebildeten Mann.
Johann Christoph Schinkel starb an einer Lungenentzündung, die er sich zugezogen hatte, als er am 26. August 1787 bei dem verheerendsten Brand, der Neuruppin je heimgesucht hatte, Hilfe leistete. Auch sein Wohnhaus und sein Arbeitsort – die Pfarrkirche St. Marien – wurden dabei vernichtet.

## Familie
Johann Christoph Schinkel heiratete 1768 Dorothea Rose (1749–1800), die Tochter des Kauf- und Handelsmannes Johann Rose (* 1701) und seiner Ehefrau Louise Kunitz aus Neuruppin. Über ihre Familie fand Schinkel Eingang in den Kreis der Kaufmannsfamilien, die auch die Ratsherren stellten.
Einer seiner Söhne war Karl Friedrich Schinkel. Die fünf Kinder wurden im philanthropischen Geist erzogen. Musik, Lesen, Papiertheaterspiele und ein friedfertiges religiöses und geistig anspruchsvolles Familienleben in einer preußischen Garnisonsstadt gaben den kindlichen Persönlichkeiten Raum zur Entfaltung. Die Familie lebte in einem Fachwerkhaus am Alten Markt, wo sich auch die Arbeitsstelle Schinkels befand: die evangelische Pfarrkirche St. Marien, eine gotische Backsteinkirche aus dem 14. Jahrhundert. Beide Gebäude, Kirche und Pfarrhaus, wurden Opfer des großen Stadtbrandes vom 26. August 1787.